# Antonio Ortiz Echagüe
Antonio Ortiz Echagüe (Guadalajara, 15 de octubre de 1883-Buenos Aires, 8 de enero de 1942) fue un pintor costumbrista español que triunfó y residió gran parte de su vida en el extranjero. Su pintura, de sólida formación académica, estuvo influida por el realismo de Ignacio Zuloaga y el luminismo de  Joaquín Sorolla. Se caracteriza por el rigor del dibujo, la soltura de la pincelada y la riqueza cromática de sus lienzos. Era hermano del fotógrafo José Ortiz Echagüe.

## Biografía
De padre andaluz y madre vasca, fue un artista de vocación precoz. En 1897, a la edad de catorce años, se trasladó a París, asistiendo a la Academia Julien y a la Academia de Bellas Artes Francesa, donde trabajó en el taller del pintor Léon Bonnat.  Durante las vacaciones de verano en España realizó su primera obra importante, La misa de Narvaja (1900), que pintó en la iglesia del pueblo alavés de Narvaja, de donde era originaria su madre. Después marchó a Roma compartiendo estudio con Coco Madrazo y en 1904 obtuvo por oposición plaza de pensionado en la Academia Española de Roma. Residió en la Ciudad Eterna cuatro años reforzando su inclinación hacia los temas con personajes populares y el retrato, siempre a tamaño real. El último año de pensionado viajó a la isla de Cerdeña, donde quedó fascinado por los curiosos trajes típicos de los diferentes pueblos de la isla, pintando numerosos lienzos con mujeres sardas que tuvieron un enorme éxito en Roma y París, obteniendo con su gran obra "Fiesta de la cofradía de Atzara" la Medalla de Plata del Salón de París de 1921. Su presencia en la isla y su estilo dieron lugar al surgimiento de una escuela de pintores locales denominada "Scuola di Atzara", localidad que hoy alberga un Museo dedicado al artista: Museo d´Arte Moderna e Contemporánea Antonio Ortiz Echagüe.
El contacto con una familia holandesa que le encargó en Roma un retrato de su hija: Elisabeth Smidt (que luego sería su esposa), le llevó a ese país donde se instaló en la localidad de Hilversum pintando retratos y tipos populares. En 1910 presentó La señora Jansen y sus amigas a la Exposición Nacional de Bellas Artes de Madrid, que consiguió medalla de plata. Su habilidad como retratista de la alta burguesía flamenca le llevó a viajar a Estados Unidos y a Argentina, país donde amplió su clientela y expuso en las más importantes galerías de Buenos Aires. Durante los años de la Primera Guerra Mundial regresó a España al domicilio de sus padres que residían en San Sebastián y tenían contactos con la familia real que veraneaba en la ciudad, ya que su tío materno Francisco Echagüe era ayudante de campo del rey Alfonso XIII.
Tras contraer matrimonio con Elisabeth Smidt (1919) pasó un tiempo en Granada pintando vistas de la Alhambra y cuadros de mujeres andaluzas. En los años veinte residió alternativamente en Holanda y París, donde tuvo su estudio en el parque Monceaux y se relacionó con individuos del “círculo de la belle epoque”, como Lucien Guitry. Allí pintó algunos desnudos femeninos muy influidos por Édouard Manet, uno de sus pintores favoritos. La galería Georges Petit realizó una exposición individual de sus obras y el Salón de Artistas franceses de 1923 le otorgó la medalla de oro por Jacobo Van Amstel en mi casa. El Museo Stedelijke de Ámsterdam organizó una exposición de sus cuadros y el gobierno español le nombró caballero de la Orden de Alfonso XII, además de encargarle que retratara a Alfonso XIII.
En 1926 se trasladó a Madrid residiendo en la Quinta de la Fuente del Berro. En esa época pintó a los miembros de la aristocracia española (infante Alfonso de Orleans, duquesa de Parcent, príncipe Hohenlohe Langenburg). También viajó con su hermano José en busca de paisajes y tipos castellanos. Fue nombrado presidente de la Asociación de Pintores y Escultores de Madrid, y la Biblioteca Nacional organizó su primera exposición individual en España (1926); asimismo, la XVI Muestra internacional de Venecia (1928) dedicó una sala completa a su obra y el gobierno francés le distinguió con la Legión de Honor.
A los cuarenta y cinco años de edad, siendo un artista cotizado en el Nuevo y el Viejo Mundo, Antonio Ortiz Echagüe hizo un viaje a Marruecos y se instaló en la ciudad de Fez por espacio de dos años, pintando a los vendedores del zoco, las mujeres bereberes o las africanas de Senegal. "Mujeres azules de Tafilet", "El mendigo ciego", "La vendedora de pan", "Tres senegalesas", "Chico con calabaza" fueron expuestos en Fez y Rabat y por ellos se le concedió la Medalla Alauita. De vuelta al continente europeo realizó varias exposiciones con las obras marroquíes en Madrid y París.
En el inicio de los años 1930 se trasladó a Argentina, donde tenía una estancia en Carro Quemado, La Pampa (pocos kilómetros al oeste de Santa Rosa). El estallido de la guerra civil española, seguida de la Segunda Guerra Mundial le decidieron a permanecer en el continente americano, donde expuso con frecuencia en Buenos Aires y en Estados Unidos (el Instituto Carnegie de Pittsburg realizó una gran exposición individual del pintor en 1940). A propuesta del crítico de arte y académico José Francés fue nombrado académico correspondiente de la Real Academia de Bellas Artes de San Fernando de Madrid en 1940. Falleció dos años después en Buenos Aires víctima de un cáncer de pulmón, a los cincuenta y ocho años de edad.
(Texto extraído de la Tesis doctoral "Antonio Ortiz Echagüe (1883-1942). El pintor y su obra" presentada en 1991 en la Universidad del País Vasco  por la catedrática Montserrat Fornells Angelats https://addi.ehu.es/handle/10810/64231 ).
En octubre de 1998 se inauguró en Carro Quemado, Santa Rosa, provincia de La Pampa (Argentina), el Museo Atelier Antonio Ortiz Echagüe/www.estancialaholanda.com.ar/el_pintor_antonio_ortiz_echague.html. El 20 de agosto de 2000 se inauguró en Italia el "Museo d´Arte Moderna e Contemporanea Antonio Ortiz Echagüe" en la localidad de Atzara, Nuoro. Cerdeña.https://www.museoatzara.com/

## Estilo

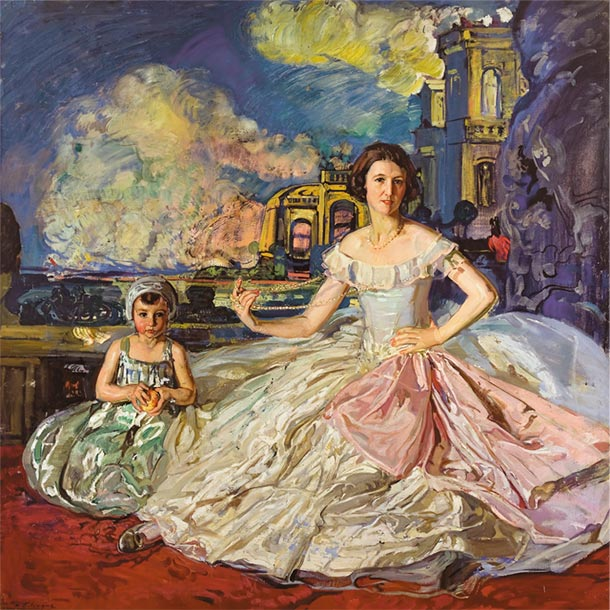
Retrato de Encarna y su hija. Madrid 1926.

Los lienzos de Antonio Ortiz Echagüe, que realizaba sus obras pintando siempre del natural y reproduciendo sus modelos a tamaño real, constituyen un ejemplo muy significativo de la corriente artística que en el tránsito del siglo XIX al XX sustituyó la pintura de historia decimonónica por un realismo costumbrista o etnográfico que enlazaba con los grandes maestros de la pintura española del XVII, Velázquez en especial. 
Sin embargo su formación en París y Roma y su conocimiento de los movimientos artísticos europeos le llevaron a incorporar a su veta realista algunos aspectos del modernismo, del simbolismo y del post-impresionismo, como se evidencia en el decorativismo de algunos de sus fondos, en la soltura de la pincelada, en el valor que concede a la luz y en la utilización cada vez más atrevida y subjetiva del color.
Aunque sus temas favoritos eran los tipos populares de los diferentes países que recorrió, ataviados con sus trajes regionales, los retratos —casi siempre femeninos— fueron su principal medio de vida.

## Premios y condecoraciones
- 1903 Círculo de Bellas Artes de Madrid
- 1904 Tercera medalla en la Exposición Nacional de Bellas Artes de Madrid
- 1906 Tercera medalla en la Exposición Nacional de Bellas Artes de Madrid
- 1909 Medalla de Segunda clase en la Exposición Internacional de Múnich
- 1910 Segunda medalla en la Exposición Nacional de Bellas Artes de Madrid
- 1912 Condecoración en la Exposición Nacional de Bellas Artes de Madrid.
- 1921 Medalla de plata del Salón Artistas Franceses. París.
- 1922 Es nombrado caballero de la Orden de Alfonso XII
- 1923 Medalla de oro del Salón de Artistas Franceses. París.
- 1924 Primera Medalla en la Exposición Nacional de Bellas Artes de Madrid.
- 1926 Es nombrado presidente de la Asociación de Pintores y Escultores de Madrid
- 1930 El gobierno de Francia le concede la Legión de Honor
- 1940 Es nombrado Académico Correspondiente de la Real Academia de Bellas Artes de San Fernando. Madrid

## Obras destacables
- 1900 "La misa de Narvaja"
- 1905 "El beso de la madre" (Museo San Telmo de San Sebastián. España)
- 1906 "Lady Godiva" (Ministerio de Asuntos Exteriores. Madrid. España).
- 1908 "Cabeza de niña sarda" (Museo de Pontevedra. España)
- 1908 "Comida en Mamoiada" (Museo de Bellas Artes de Bilbao. España)
- 1909 "Fiesta de la cofradía de Atzara"  (Museo San Telmo de San Sebastián. España)
- 1910 "La Sra. Jansen y sus amigas" (Museo San Telmo de San Sebastián. España)
- 1919 "La santera" (Museo de Pau. Francia)
- 1920 "La casa amarilla" (tríptico) ( Museo Antonio Ortiz Echague. Santa Rosa, Argentina)
- 1920 "Interior holandés" (Museo de Bellas Artes de Sevilla". España).
- 1921 "Retrato del rey Alfonso XIII" (Museo Municipal de Madrid. España).
- 1922 "Jacobo van Amstel en mi casa" (Museo Reina Sofía de Madrid. España)
- 1930 "El mendigo ciego" (Museo Antonio Ortiz Echagüe. Santa Rosa, Argentina)
- 1930 "Vendedora de pan" ( Museo de Bellas Artes de Alava. España)
- 1930 "Moro notable" ( Museo Antonio Ortiz Echagüe. Santa Rosa, Argentina)
- 1931 "Mujeres azules de Tafilalet" (Museo Antonio Ortiz Echagüe. Santa Rosa, Argentina)
- 1931 "Tres senegalesas" (Museo Antonio Ortiz Echaüe. Santa Rosa, Argentina)